# Shanties
Shanties – coroczny festiwal muzyki żeglarskiej i morskiej odbywający się w Krakowie, najważniejsza impreza tego typu w Polsce i jedna z większych na świecie. Od 1996 roku odbywa się pod nazwą Międzynarodowy Festiwal Piosenki Żeglarskiej „Shanties”. Jej organizatorem jest, od 1993 roku, Krakowska Fundacja Żeglarstwa, Sportu i Turystyki „Hals”.
Pierwszy festiwal miał miejsce w 1981 roku i był inicjatywą Młodzieżowego Klubu Morskiego „Szkwał”, działającego przy Centrum Młodzieży im. Henryka Jordana. Odbył się w dniach 23–25 października, w Młodzieżowym Domu Kultury przy ulicy Mikołajskiej. Uczestniczyło w nim około dwudziestu wykonawców i stu widzów. Wraz z rosnącym zainteresowaniem, od 1984 roku miejscem koncertów festiwalu stał się klub Rotunda (z czasem zaczęły się one odbywać także w halach TS „Wisła” i KS „Korona”). Wtedy też wprowadzono trzy kategorie konkursowe – szanta klasyczna, piosenka autorska, interpretacja współczesna piosenki żeglarskiej.
Charakter międzynarodowy „Shanties” zyskało trzy lata później, pojawili się wykonawcy: m.in. z Wielkiej Brytanii (np. Stan Hugill), Holandii i Szwecji. Od 1991 roku każda edycja festiwalu ma swój motyw przewodni (np. Wielkie Odkrycia Geograficzne XV wieku, Bitwy Morskie, Wielkie Żaglowce), wprowadzono wtedy nowy regulamin, zgodnie z którym wykonawcy prezentują recitale, które jury ocenia jako całość.
Wśród zespołów, które rozpoczęły karierę od udziału w krakowskim festiwalu, należy wymienić m.in. Cztery Refy, Stare Dzwony, Ryczące Dwudziestki, Mechanicy Shanty, Krewni i Znajomi Królika, Zejman i Garkumpel.